# Orgedeuil
Orgedeuil (okzitanisch: Orjaduelh) ist eine französische Gemeinde mit 208 Einwohnern (Stand: 1. Januar 2022) im Département Charente in der Region Nouvelle-Aquitaine. 

## Lage
Orgedeuil liegt etwa 25 Kilometer ostnordöstlich von Angoulême. Umgeben wird Orgedeuil von den Nachbargemeinden Yvrac-et-Malleyrand im Norden, Mazerolles im Norden und Nordosten, Montbron im Süden und Osten sowie Saint-Sornin im Westen.

## Bevölkerungsentwicklung
| Jahr                      | 1962 | 1968 | 1975 | 1982 | 1990 | 1999 | 2006 | 2013 |
| Einwohner                 | 284  | 244  | 213  | 207  | 245  | 206  | 216  | 228  |
| Quelle: Cassini und INSEE |      |      |      |      |      |      |      |      |

## Sehenswürdigkeiten

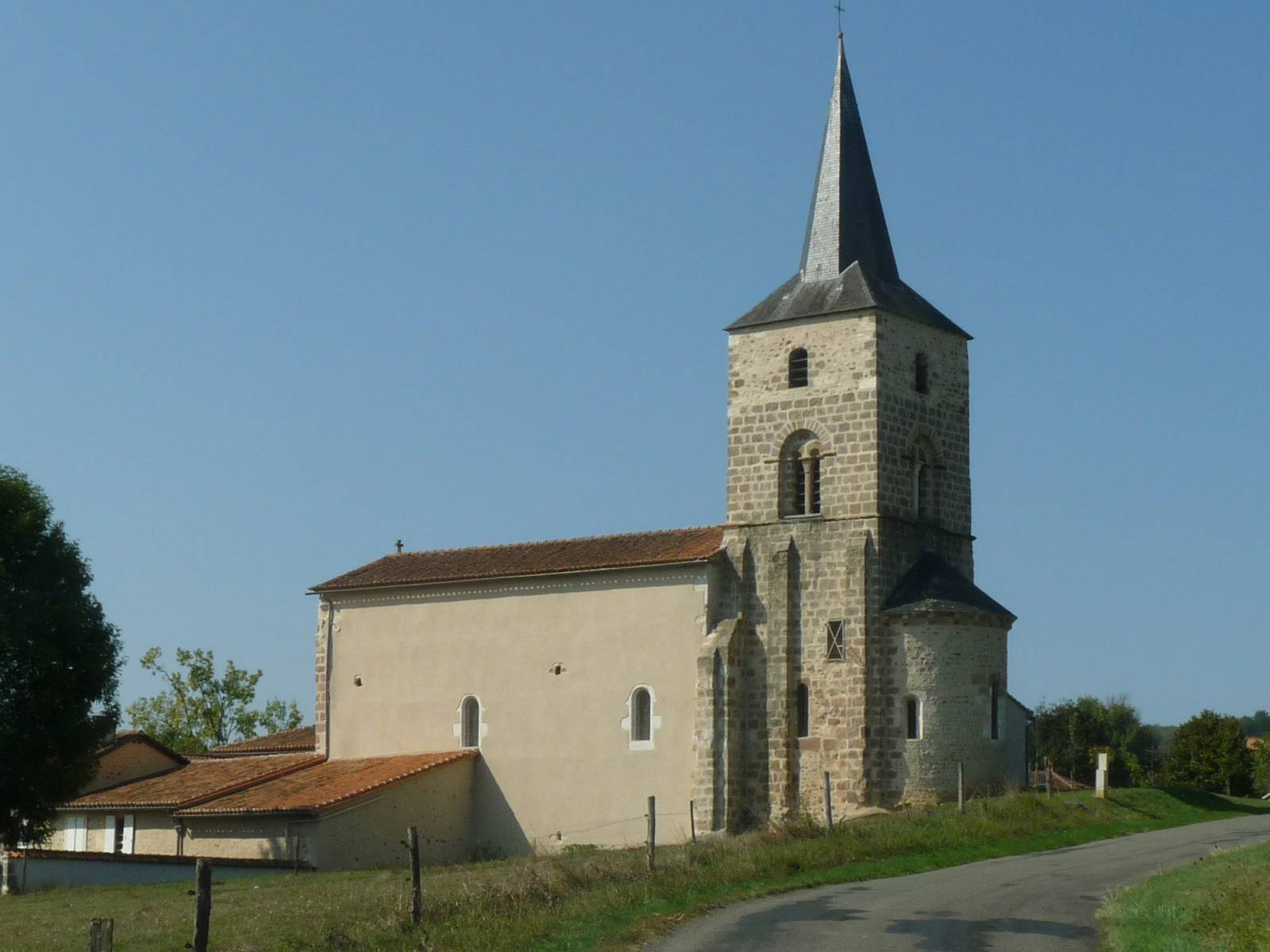
Kirche Sainte-Eugènie

- Kirche Sainte-Eugènie